# Línea de autobuses n.º 983 en Fráncfort del Óder y Słubice

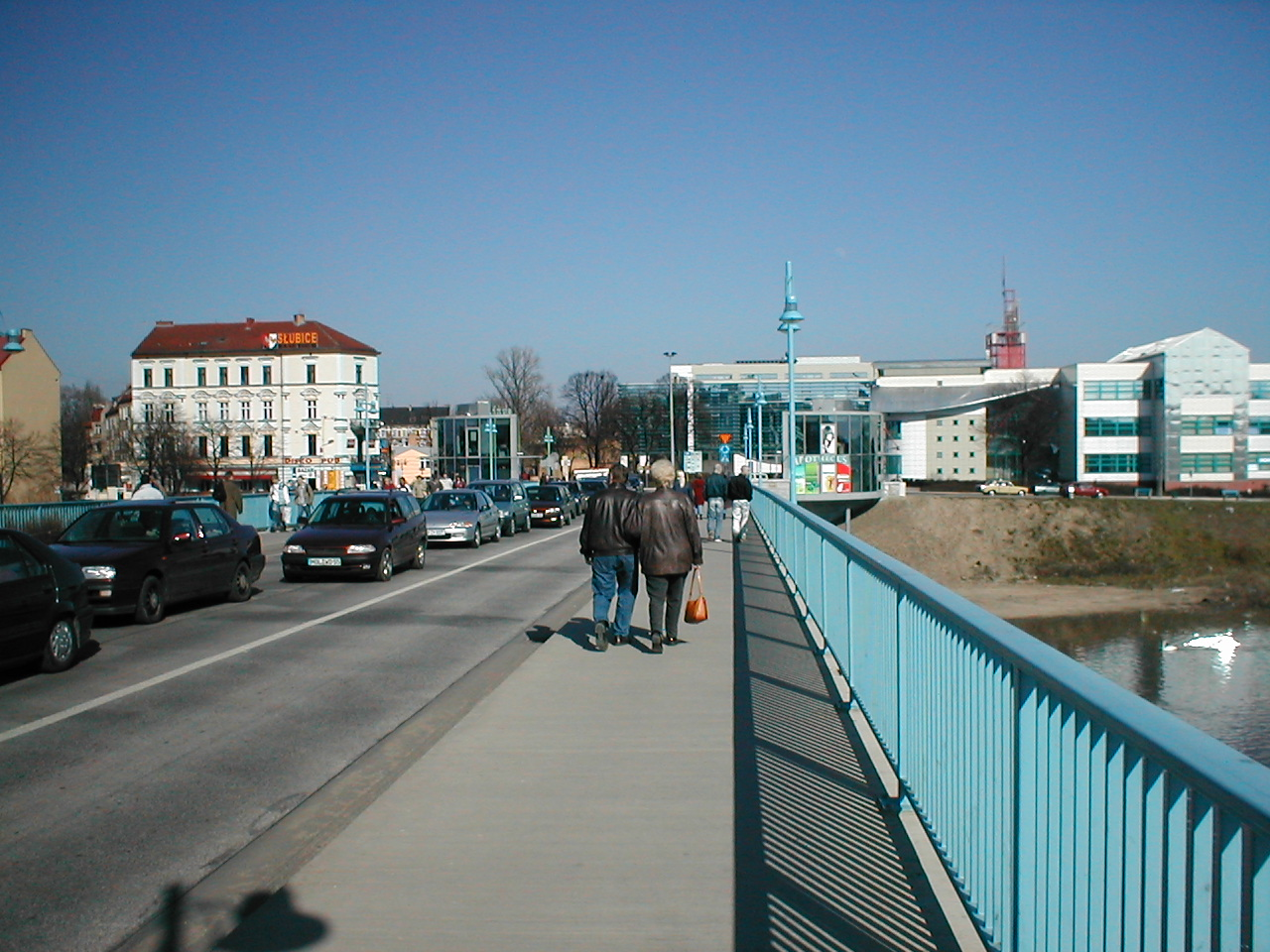
El puente entre las dos ciudades, por el cual cursa el autobús

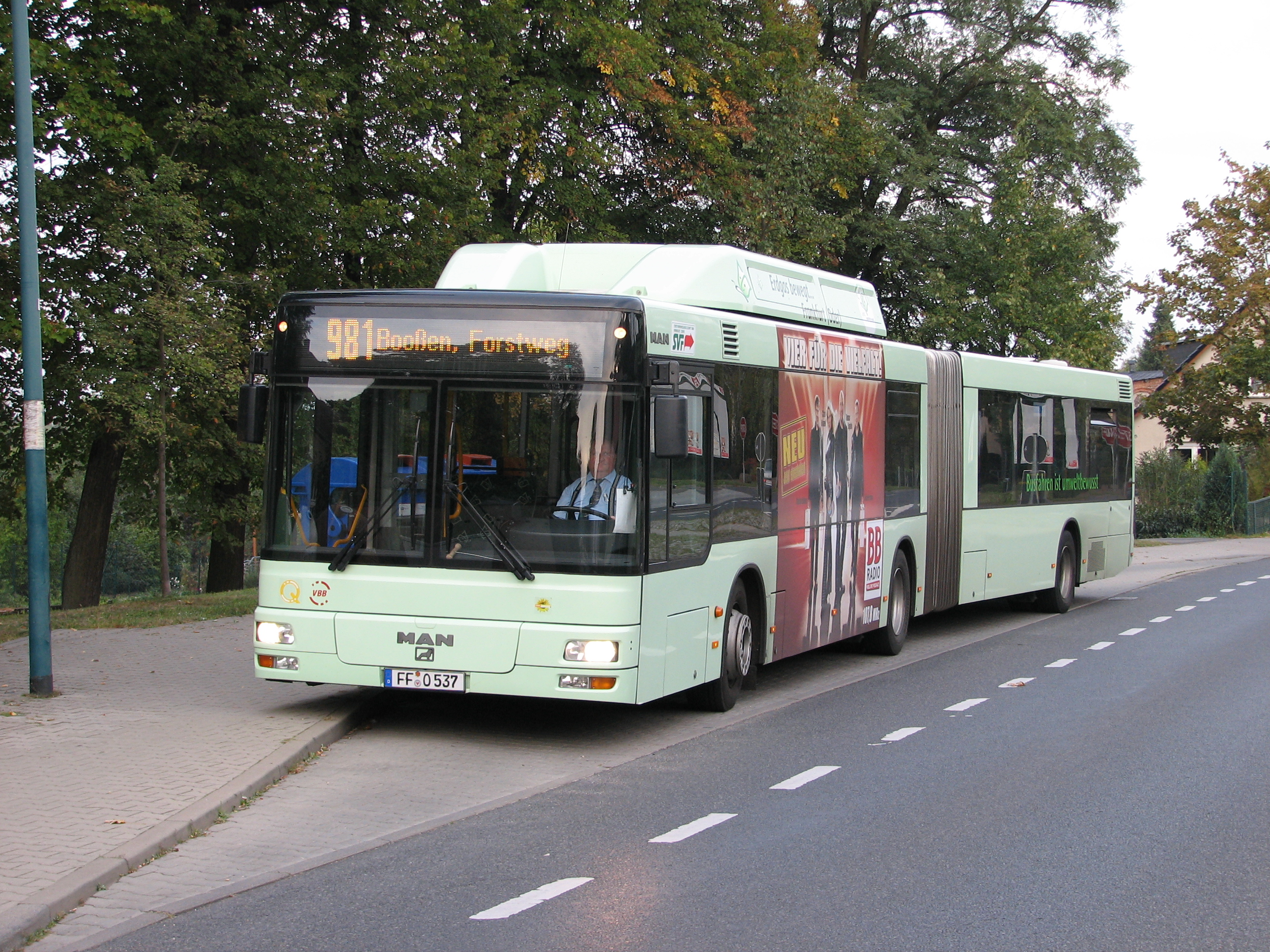
El autobús de Fráncfort, usado también para la línea n° 983

la línea de autobuses n° 983 en Fráncfort del Óder y Słubice es la primera línea de autobuses interestatal entre la ciudad alemana de Fráncfort del Óder y la ciudad polaca de Słubice. Funciona desde el 9 de diciembre de 2012 gracias al convenio entre el municipio de Słubice y la empresa de transporte de Fráncfort (SVF). Cursa de la estación de trenes de Fráncfort a la plaza de Bohaterów en Słubice. Su primera parada en la parte alemana entre las 9 y las 13 es la plaza enfrente de la Universidad Europea Viadrina. Se sufraga la tasa en euros y el precio del billete asciende a 1,40 €. El autobús pasa cada hora.
La línea es un resultado de afán de ambas partes para facilitar el transporte público entre las dos ciudades vecinas separadas por el río Óder. Primeramente se planeaba a crear una línea de tranvías, pero la idea fue bloqueada por los ciudadanos alemanes. Actualmente se la financia de los fondos de SVF junto con el fondo del municipio de Słubice y el dinero de los billetes semestrales obligatorios para los estudiantes de la Universidad Europea Viadrina.
- Datos: Q4299887